# Acuto Učida
Acuto Učida (japonsko 内田 篤人), japonski nogometaš, * 27. marec 1988, Šizuoka, Japonska.
Za japonsko reprezentanco je odigral 74 uradnih tekem in dosegel 2 gola.